# London NW
London NW (englischer Originaltitel NW) ist ein 2012 erschienener Roman der britischen Schriftstellerin Zadie Smith. Der Titel bezieht sich auf die Postleitzahl von Nord-West London, dem Handlungsort des Romans. Die experimentelle Erzählung wechselt zwischen vier Perspektiven, geschildert von einem Ich-Erzähler oder in der dritten Person. Smith verwendet dabei Bewusstseinsstrom, indirekte Rede, Drehbuch-Dialoge und andere Erzähltechniken, die darauf abzielen, die Vielstimmigkeit zeitgenössischen urbanen Lebens wiederzugeben. Die New York Times reihte den Roman unter die 10 besten Romane des Jahres 2012 ein. Der Roman war 2013 für den Women’s Prize for Fiction nominiert. 2014 erschien der Roman in der Übersetzung von Tanja Handels bei Kiepenheuer & Witsch auf Deutsch.

## Inhalt

### Handlung
Im Zentrum des Romans stehen vier ca. 30-jährige Londoner, die seit der gemeinsamen Kindheit in der Sozialbausiedlung Caldwell in Nord-West London sehr unterschiedliche Wege gegangen sind und deren Lebensläufe sich nun einmal mehr schicksalhaft überkreuzen.
Teil 1: Leah Hanwell fällt auf eine Trickbetrügerin herein, die eines Tages an ihrer Haustür klingelt und um finanzielle Unterstützung in einer Notsituation bittet. Die Begegnung mit der Betrügerin bringt sie dazu, die eigene Menschenkenntnis und das Vertrauen in die Menschen der Nachbarschaft zu hinterfragen.
Teil 2: Felix Cooper ist auf dem besten Weg, seinen Alkoholismus und seine Drogenabhängigkeit zu überwinden. Er möchte ein neues Leben mit seiner neuen Freundin Grace beginnen, kauft sich ein neues Auto und trifft sich ein letztes Mal mit seiner noch immer drogenabhängigen Ex-Geliebten, um sich zu verabschieden. Auf dem Heimweg wird er bei einem bewaffneten Raubüberfall getötet.
Teil 3: Natalie Blake hat alles erreicht, was sie sich vorgenommen hat. Erfolgreich im Job als Anwältin, verheiratet mit einem ebenso erfolgreichen Investmentbanker aus reicher Familie, mit dem sie zwei Kinder hat, hat sie es vom Sozialbau in eine der teuersten Gegenden Londons geschafft. Weniger gut ins Bild der Vorzeige-Familie passen ihre regelmäßigen heimlichen Treffen mit Paaren, mit denen sie sich online zu anonymem Sex verabredet.
Teil 4: Natalies Ehemann entdeckt ihren Online-Account, den sie für ihre Affären nutzt, und stellt sie zur Rede. Aufgewühlt von der Konfrontation, flieht Natalie in die Nacht und zieht ziellos durch die Straßen. Dabei trifft sie ihren Jugendschwarm Nathan Bogle, der sich mittlerweile offenbar durch dubiose Machenschaften seine Drogensucht finanziert. Natalie ist kurz davor, sich von einer Brücke zu stürzen, wird aber von Nathan daran gehindert.
Teil 5: Auch bei Natalies Freundin Leah und ihrem Gatten Michel ist inzwischen eine Ehekrise ausgebrochen: Michel hat herausgefunden, dass Leah entgegen der ursprünglichen Vereinbarung ihre Verhütungsmittel nie abgesetzt hat und seinen Kinderwunsch ablehnt. Der Streit wird unterbrochen durch den Besuch Natalies. Sie möchte sich mit Leah über ihr Erlebnis mit Nathan beraten. Die Nachricht von einem bewaffneten Raubüberfall mit Todesopfer lässt die nächtliche Begegnung in einem neuen Licht erscheinen. Natalie und Leah kommen zu dem Schluss, dass Nathan in den Mord verwickelt war, und beschließen, die Polizei zu benachrichtigen.

### Figuren
Leah Hanwel: Ihre Eltern stammen aus Irland und boten ihr eine vergleichsweise wohlbehütete Kindheit. Nie besonders ehrgeizig, arbeitet sie nun für eine Organisation, die staatliche Lotteriegelder für soziale Projekte verteilt. Ihr Ehemann Michel, ein Franzose mit algerischen Wurzeln, in den Leah immer noch verliebt ist wie am ersten Tag, möchte unbedingt Kinder – ein Wunsch, den Leah allerdings nicht teilt. Sie nutzt weiterhin die Pille, ohne jedoch Michel darüber zu informieren. Sie ist mit ihrem Leben im Grund zufrieden und möchte nichts verändern, leidet aber dennoch manchmal am Vergleich mit ihrer mittlerweile reichen Jugendfreundin Natalie.
Felix Cooper: Nach Jahren der Drogenabhängigkeit ist er dabei, sein Leben wieder in geordnete Bahnen zu bringen. Er befreit sich von negativen Einflüssen in seinem Umfeld und fasst eine Filmkarriere ins Auge. Den Mut dazu gibt ihm seine neue Freundin Grace, von deren optimistische Lebenseinstellung er sich anstecken lässt.
Natalie Blake: Natalie hat jamaikanische Wurzeln. Ihren Taufnamen Keisha hat sie während des Studiums abgelegt, um sich in die gehobene Schicht, die ihr nun offen steht, besser einzufügen. Als erfolgreiche Anwältin, die mit einem ebenso erfolgreichen Investmentbanker verheiratet ist, ist ihr als einziges Mitglied ihrer Familie der soziale Aufstieg gelungen. So ist sie in der Lage den vorbestraften jüngeren Bruder und die kinderreiche ältere Schwester finanziell zu unterstützen. Dennoch sieht sie sich immer wieder de Vorwurf ausgesetzt, sie sei wie eine Kokosnuss – außen braun, innen weiß; jemand, der seine Herkunft verleugnet, um sich der herrschenden Klasse anzubiedern. Natalie fühlt sich zunehmend von ihrem ursprünglichen sozialen Umfeld entfremdet und kann sich auch Leah, ihrer besten Freundin aus Jugendtagen, nicht mehr uneingeschränkt öffnen.
Nathan Bogle: In seiner Jugend zeigte er großes Potenzial als Fußballer, das er allerdings aufgrund seiner Drogenabhängigkeit nicht verwirklichen konnte. Seinen Lebensunterhalt bestreitet er nun durch kriminelle Aktivitäten, die er von einem Haus in Leahs Straße aus betreibt.

## Themen
Ein zentrales Thema des Romans ist die Neuordnung der britischen Klassengesellschaft. Die Hautfarbe wird zunehmend vom identitätsstiftenden Element zur reinen Äußerlichkeit und führt, wie am Beispiel Natalies ersichtlich, nicht mehr automatisch zu einer Zuordnung zu einem bestimmten Milieu. Dennoch ist die Gesellschaft nicht unbedingt egalitärer geworden. In einer auf gnadenlosen Wettbewerb ausgerichteten Gesellschaft ist auch die Zugehörigkeit zu einer gemeinsamen kulturellen Minderheit kein automatisch Garant mehr für Solidarität. Einzelne ehrgeizige Immigranten mögen Status und Wohlstand erringen, doch die sozialen Spannungen zwischen Arm und Reich werden dadurch nicht geringer. Und wenn auch die Hautfarbe nicht mehr im selben Ausmaß wie früher die Lebensläufe determiniert, so bestimmen doch ethnische Raster nach wie vor vielfach die Wahrnehmung der Mitmenschen. Die Hautfarbe bleibt selbst in der postethnischen Gesellschaft ein relevanter Aspekt, wird aber zunehmend deutungsoffen.
In einer Welt, in der aus einer zunehmenden Vielfalt von Lebensentwürfen gewählt werden kann, gewinnt das Thema Selbstbeobachtung an Bedeutung. Leah, die mit einer traditionellen Mutter-Rolle nichts anfangen kann, und sich somit einer immer noch weit verbreiteten gesellschaftlichen Erwartungshaltung entzieht, bringt die neue Freiheit auf den Punkt: „Ich allein verfasse das Lexikon, das mich definiert.“ Diese Freiheit zur Selbstdefinition geht aber auch mit einer zunehmenden Verantwortung einher. Wer selbst entscheiden kann, muss seine Entscheidungen gründlich überlegen und hat auch mehr Anlass zu zweifeln. Die Möglichkeit, Verfasser des eigenen Lebens zu sein, wird als Glück und Belastung zugleich dargestellt. In einem Interview mit dem Deutschlandfunk betont Zadie Smith die Herausforderungen dieser Freiheit, die Verantwortung der Entscheidung und die ambivalenten Empfindungen, die dadurch bei den Betroffenen ausgelöst werden: „Das Leben ist nicht mehr hypothetisch, wir werden nicht mehr etwas, sondern wir sind es bereits. Das ist ein furchterregendes Gefühl für die meisten Menschen, weil es ihnen die Wahlmöglichkeit nimmt und sie sich am Ende für die eine Sache entscheiden müssen. Aber genau darum geht es: Freiheit ist furchterregend!“
Selbstbeobachtung schützt allerdings nicht vor Selbsttäuschung. Die vielfachen Möglichkeiten der Selbstdefinition können auch zu einer Selbstdarstellung führen, die mit den eigentlichen Bedürfnissen der Person nicht mehr viel zu tun hat. Im Unterschied zu Leah bemüht sich Natalie nach Kräften alle erdenklichen gesellschaftlichen Ansprüche zu erfüllen – sei es in ihren Rollen als Tochter, Schwester, Mutter, Ehefrau, Anwältin, Reiche, Arme, Britin oder Jamaikanerin. Zwischen den teilweise widersprüchlichen Ansprüchen dieser Rollen wird sie aufgerieben – jede Rolle verlangt von ihr eine eigene Verkleidung. So werden Natalies verschiedene Rollen schließlich für sie zum Gefängnis, aus dem sie versucht durch Swinger-Treffen mit Online-Bekanntschaften auszubrechen.
Ein weiteres Thema ist der gesellschaftliche Druck auf kinderlose Frauen, Mütter zu werden. Durch die Figuren Leah und Natalie zeigt der Roman unterschiedliche Reaktionen auf diese gesellschaftlichen Erwartungen. Leah gibt dem Druck letztlich nicht nach, fühlt sich aber veranlasst, ihre grundsätzlich ablehnende Haltung zum Thema Fortpflanzung so lange wie möglich zu verheimlichen. Natalie möchte sich nicht durch Kinder auf ihrem Karriereweg beeinträchtigen lassen, aber auch die gesellschaftlichen Erwartungen erfüllen – für sie geht es vor allem um den richtigen Zeitpunkt, der es ihr möglichst berufliche als auch private Ziele zu erreichen. Thematisiert wird auch der unterschiedliche Zugang zur Kinderziehung in den verschiedenen Milieus, vor allem in dem Hinblick auf den Perfektionsanspruch von Müttern. „Wer aus Caldwell kam, fand, alles sei bestens, solange man das Kind nicht gerade die Treppe runterwarf. Wer nicht aus Caldwell kam, fand, nichts sei bestens, wenn nicht alles absolut perfekt gemacht wurde, und selbst dann gab es noch keine Garantie.“

## Stil
An Stelle eines auktorialen Erzählers nutzt Smith unterschiedliche Schreibstile und Erzählformen, um die Eigenheiten und Vielschichtigkeit der unterschiedlichen Perspektiven ihrer vier Hauptfiguren darzustellen. So wird beispielsweise die Lebensgeschichte der stets effizienzorientierten, perfekt organisierten Natalie in 185 klar abgetrennten, nummerierten Vignetten systematisch abgearbeitet, während die eher ziellose, gelassene Leah sich im ihr gewidmeten Teil des Buches in ihrem Gedankenfluss ohne Punkt und Komma dahintreiben lässt. Die von Smith in diesem Zusammenhang eingesetzte Technik des Bewusstseinsstroms erinnert an James Joyce, Virginia Woolf und John Dos Passos. Ein weiterer Anklang an Joyce findet sich in der Darstellung des Handlungsorts – so wie Joyce nutzt auch Smith eine Aneinanderreihung von Gerüchen und Geräuschen um den Londoner Stadtteil Kilburn in ihren Roman so eindrucksvoll wie möglich heraufzubeschwören.
Auch wenn die Lebensgeschichten der Protagonisten auf den ersten Blick unabhängig voneinander wirken, ergeben sich bei genauer Lektüre Gegenüberstellungen und subtile Verweise zwischen den Figuren, die zu deren Charakterisierung beitragen. Durch die unterschiedlichen Erzähltechniken und den häufigen Perspektivenwechsel ergibt sich einen starke Spannung zwischen Innen- und Außenperspektive auf die unterschiedlichen Figuren. Während Smith bei Leah, Natalie und Felix stark auf die Innenperspektive setzt, verzichtet sie bei Nathan bewusst auf eine Sympathielenkung zu seinen Gunsten durch die Darstellung seines Innenlebens. Die Figur soll den Lesern fremd bleiben, um sie mit der eigenen Reaktion auf die Gestalt des einsamen, obdachlosen Junkies, die oft als Bedrohung empfunden wird, zu konfrontieren. Smith geht es, so erklärt sie einem Interview mit Deutschlandfunk, hierbei darum, „seine Andersartigkeit zu bewahren und ihn nicht zu domestizieren“.
Während Smiths frühere Bücher auf eine sanft fortlaufende Erzählprose setzten, kennzeichnet sich ihr Stil in NW durch die stakkatohafte Aneinanderreihung von schnellen Assoziationen, oft vermittelt durch kurze Sätze, Dialoge und Einzelszenen in einer wilden Mischung aus Literatur- und Straßensprache. Dennoch wird dadurch der Lesefluss nicht beeinträchtigt.

## Rezeption
Der Roman erhielt viel Lob von Kritikern, unter anderem von James Wood, der den Roman in seine Liste der wichtigsten Bücher 2012 aufnahm. Wood schätzt Smith vor allem für den Mut durch die Abkehr von früheren Erfolgsrezepten ihre bisherigen Fans zu verstören und attestiert ihr einen klaren, stetigen, realistischen Geist hinter den stilistischen Experimenten. Philip Henscher lobt Smith für die virtuose Erzähltechnik und ihre Beobachtungsgabe im Hinblick auf zwischenmenschliches Verhalten und bezeichnet den Roman als „freudvolles, optimistisches, wütendes Meisterwerk“. Ijoma Mangold zeigt sich zwar nicht restlos von Smiths Kombination von Einfühlungsrealismus und beherrscherter Distanz überzeugt, würdigt aber den Nutzen des Romans als „Referenzwerk für Diskussionen über die globalisierte Gesellschaft und Performance-Denken“. Während Mangold einen auktorialen Erzähler, der dem Roman einen eigenen Willen verleihen hätte können, vermisst, sieht Nike Zafiris gerade in dieser dadurch entstehenden Interpretationsfreiheit den besonderen Anspruch des Romans. Die gegenüber Smith mitunter geäußerte Kritik, sie zeige zu wenig Empathie für die eigenen Figuren, findet Zafiris hier daher nicht angebracht. Diese Ansicht teilt auch Hannah Pilarczyk, die Smith eine aufrichtige Sympathie für die beiden weiblichen Protagonistinnen bescheinigt. Während ihr Smiths immer wiederkehrende Themen Herkunft, Migration, sozialer Aufstieg und Exklusion, sowie die Rolle der Bildung in diesen Prozessen in früheren Roman oft etwas aufgesetzt erschienen, sieht sie London NW als Smiths bisher analytische präzsistes und gleichzeitig berührendestes Werk. Johann Schloemann sieht ein gewisses Risiko, dass die Figuren zur bloßen Illustration sozioökonomischer Fakten instrumentalisiert werden, und findet in der Vielfalt der Perspektiven letztlich nur Perspektivenlosigkeit, empfiehlt aber dennoch den Roman allein schon aufgrund seiner „souveränen, illusionslosen, niemals behäbigen Prosa“.

## Verfilmung
Der Roman wurde 2016 vom BBC für das Fernsehen adaptiert. Regie führte Saul Dibb; das Drehbuch verfasste Rachel Bennette. In den Hauptrollen spielten Nikki Amuka-Bird und Phoebe Fox. Die Serie wurde am 14. November 2016 auf BBC Two ausgestrahlt.